# Леса окрестностей агробиологической станции Павловская Слобода и озёрно-болотный комплекс у деревни Новинки
Леса окрестностей агробиологической станции Павловская Слобода и озёрно-болотный комплекс у деревни Новинки — государственный природный заказник (комплексный) регионального (областного) значения Московской области, целью которого является охранение ненарушенных природных комплексов, их компонентов в естественном состоянии; восстановление естественного состояния нарушенных природных комплексов, поддержание экологического баланса. Заказник предназначен для:
- сохранения и восстановления природных комплексов;
- сохранения местообитаний редких видов растений и животных.

Заказник основан в 1981 году. Местонахождение: Московская область, городской округ Истра, сельское поселение Павлово-Слободское, сельское поселение Обушковское; городской округ Красногорск, городское поселение Нахабино. Заказник состоит из четырёх участков. Участки 1а, 1б и 1в разделены дорогами между селом Павловская Слобода, деревней Ивановское и СНТ «Беляйка». Участок 1а расположен непосредственно к западу от деревни Ивановское и к югу от села Павловская Слобода. Участок 1б расположен непосредственно к северо-западу от деревни Ивановское и к юго-востоку от села Павловская Слобода. Участок 1в расположен непосредственно к северу от деревни Ивановское. Участок 2 примыкает с востока к деревне Новинки. Общая площадь заказника составляет 428,29 га (участок 1а — 267,68 га, участок 1б — 19,23 га, участок 1в — 0,42 га, участок 2 — 140,96 га). Участок 1а включает кварталы 78, 83 (целиком) и 79 (частично); участок 1б включает квартал 79 (частично); участок 1в включает выделы 27, 28, 43 квартала 79 Дедовского лесотехнического участка Рождественского участкового лесничества Истринского лесничества. Участок 2 включает озерно-болотный комплекс у деревни Новинки.

## Описание
Территория государственного природного заказника расположена в основании южного пологого макросклона Московской возвышенности в зоне распространения древнеаллювиально-водно-ледниковых (долинно-зандровых) и моренно-водно-ледниковых равнин. Абсолютные высоты территории изменяются от 135 м над уровнем моря (отметка в долине реки Истры в восточной оконечности участка 1б) до 185 м над уровнем моря (на возвышении в юго-восточной части участка 2).
Участки 1а, 1б и 1в располагаются на холмисто-волнистом фрагменте моренно-водно-ледниковой равнины в окружении долинно-зандровых равнин и долины реки Истры, чей правобережный фрагмент занимает восточную окраину территории участка 1б. Абсолютные высоты в этой части заказника изменяются от 135 м над уровнем моря (отметка в долине реки Истры на востоке участка 1б) до 175 м над уровнем моря (на холме в северной части участка 1а). Дочетвертичный фундамент местности сложен здесь верхнеюрскими и нижнемеловыми песками.
Поверхности моренно-водно-ледниковой равнины сложены покровными и водно-ледниковыми суглинистыми отложениями (в том числе пылеватыми) на морене. Моренные холмы имеют высоты 5—10 м, протяженность овальных и вытянутых холмов — 0,5—1 км. Уклоны волнистых поверхностей равнины — до 5—6°. Залегающие на нижележащем высотном ярусе участки долинно-зандровой равнины сложены древнеаллювиально-водно-ледниковыми песчано-супесчаными отложениями, часто перекрытыми суглинками. Южную часть участка 1а заказника прорезает долина реки Беляны (правый приток реки Истры). Глубина вреза долины достигает 30—35 м при крутизне залесенных склонов до 25—35°. Борта долины прорезаются береговыми оврагами и балками. На крутых склонах долины и эрозионных форм происходят активные делювиальные процессы, местами встречаются обвально-осыпные стенки, а по правому борту долины — современные оползневые процессы, по подошвам склонов часты выходы грунтовых вод. Ширина поймы реки Беляны составляет 30—80 м. Пойменный комплекс представлен поверхностями низкого (0,5—1 м над меженным урезом воды) и среднего уровней, высокая пойма выражена фрагментарно и частично перекрыта шлейфом склоновых отложений, её относительная высота составляет 2—2,5 м над руслом реки.
Гидрологический сток территории участков 1а, 1б и 1в направлен в русла рек Истра (левый приток реки Москвы), Беляна и их притоки. Русло реки Беляны имеет ширину 3—7 м при глубине от 0,1 до 0,8 м. Вдоль западной границы участка 1а заказника протекает река Рудинка, впадающая в Беляну в его юго-западной оконечности.
Участок 2 заказника включает древнеозерную котловину с комплексом водоемов (в западной части) и участок долинно-зандровой равнины (в восточной части). Абсолютные высоты территории изменяются от 179,4 м над уровнем моря (меженный урез воды южного водоема) до 185 м над уровнем моря (возвышение на юго-востоке участка). Дочетвертичный фундамент местности сложен здесь нижнемеловыми песками, алевритами и глинами.
Территория участка 2 отличается более спокойным рельефом. Восточная часть территории занята участком долинно-зандровой равнины с перепадами высот не более 5 м. Субгоризонтальные поверхности равнины сложены суглинистыми и песчано-супесчаными древнеаллювиально-водно-ледниковыми отложениями. Западная часть участка — обширная древнеозерная котловина, занятая озерно-болотным комплексом. Плоские субгоризонтальные поверхности днища котловины сложены песчаными отложениями, по периферии водоемов перекрытыми торфами.
Гидрологический сток территории участка 2 направлен по большей части в реку Истру, а также (в восточной оконечности территории) в реку Липку (левый приток реки Москвы). В пределах озерно-болотного комплекса, занимающего около половины территории участка, сформировалось пять водоемов, соединенных протоками. Наиболее крупный водоем округлой формы имеет длину 400 м, ширину 330 м. Площадь его акватории составляет 10,9 га. Водоем к северу от него поменьше — длиной 280 м, шириной 120 м, его площадь составляет 2,85 га. Самый южный водоем имеет площадь 8,3 га, длину 450 м, ширину до 250 м. Площадь двух северных наиболее затянутых водоемов с акваториями неправильной формы составляет 3,4 га (самый северный на участке) и 0,9 га (более южный). Водоемы — старые обводненные карьеры по добыче торфа — окружены массивом низинных и переходных болот. Протоки, соединяющие водоемы, имеют ширину 3—4 м.
Территория заказника местами осложнена антропогенными формами рельефа — мелиоративными канавами и каналами, копанями и ямами.
Почвенный покров территории заказника представлен дерново-подзолистыми и дерново-подзолистыми глеевыми почвами на суглинистых отложениях, дерново-подзолами и дерново-подзолами глеевыми на песчано-супесчаных отложениях. На болотах участка 2 сформировались торфяные эутрофные и торфяные олиготрофные почвы. На речных поймах выделяются аллювиальные светлогумусовые почвы.

### Флора и растительность
В северной и северо-западной части лесного массива на участке 1а расположены преимущественно сосново-еловые леса. Ельники, которые ранее занимали наибольшие площади в центре участка, в существенной степени пострадали от короеда-типографа. Территория заказника к югу от реки Беляны покрыта в основном мелколиственными осиново-березовыми, березовыми и осиновыми лесами.
На водораздельной части территории преобладают старовозрастные ельники сложные с участием сосны и сосново-еловые леса лещиновые травяные, представляющие собой трансформированные старовозрастные посадки. В настоящее время они сильно повреждены типографом и представляют собой сухостойно-ветровальные участки, занимающие значительную площадь. На этих территориях сильно разрослись сорные виды — крапива двудомная, недотрога мелкоцветковая, пикульник красивый, бузина и малина, местами много лещины и рябины, зеленчука жёлтого, сохранились мерингия трехжилковая, мицелис стенной, фиалка Ривиниуса, хорошо себя чувствуют земляника лесная, колокольчик раскидистый, черноголовка обыкновенная. В подросте много дуба черешчатого, а также встречается подрост дуба красного, занесенного, очевидно, из близлежащего коттеджного поселка.
В сосново-еловых лещиновых кислично-папоротниково-широкотравных лесах с липой и дубом в подросте принимают участие лещина (доминирует), бересклет бородавчатый, жимолость лесная, калина, малина, смородина чёрная, рябина. Травяной покров разнообразен и мозаичен. Среди доминирующих видов кислица обыкновенная, зеленчук жёлтый, костяника, реже папоротники: щитовник мужской и кочедыжник женский. Здесь также встречаются живучка ползучая, мерингия трехжилковая, черника, земляника лесная, или обыкновенная, ожика волосистая, воронец колосистый, звездчатка дубравная, мицелис стенной, лютик кашубский, щитовник картузианский, зверобой пятнистый, золотарник обыкновенный, осока пальчатая, на нарушенных участках много крапивы двудомной.
Местами встречаются сосновые и осиново-березово-сосновые с елью лещиновые кислично-широкотравно-хвощевые с папоротниками леса, которые отличаются присутствием орляка, костяники, вейника тростниковидного, купены душистой. После повторных рубок на месте лесов этого типа сформировались длительно-производные осиново-березовые и осиновые леса крушиново-малиновые разнотравно-хвощево-широкотравные, хвощево-кислично-широкотравные с подростом ели, сосны и широколиственных пород, с участием ольхи серой и рябины.
По лесным опушкам развиты злаково-разнотравные луга, где обычны смолевка поникшая, смолка клейкая, лапчатка серебристая, клевер средний, душица обыкновенная, ястребинка зонтичная, первоцвет весенний, золотарник обыкновенный, василек луговой. На суходольных склоновых лугах (небольшие фрагменты) обычны нивяник обыкновенный, василек луговой, смолка липкая, лютик многоцветковый, земляника лесная.
На склонах оврагов и долин рек Рудинки и Беляны развиты хвойные кислично-широкотравные леса с участием вяза и дуба, местами липы. Диаметр старых вязов достигает 70—75 см. В травяном покрове этих лесов преобладают зеленчук жёлтый, копытень европейский, осока волосистая, сныть обыкновенная, местами медуница неясная, растущие вместе с кислицей обыкновенной и ландышем.
На склонах долины реки Беляны фрагментами произрастают условно-коренные широколиственные и хвойно-широколиственные леса с липой мелколистной, дубом, кленом платановидным, осиной, елью, местами сосной. В подлеске — бересклет бородавчатый, жимолость лесная, встречается волчеягодник обыкновенный, или волчье лыко (вид, являющийся редким и уязвимым, не включенным в Красную книгу Московской области, но нуждающимся на территории области в постоянном контроле и наблюдении). В травяном покрове преобладают лугово-лесные виды: мятлик дубравный, осока корневищная, встречаются ландыш, колокольчики персиколистный и широколистный — виды, являющиеся редкими и уязвимыми таксонами, не включенными в Красную книгу Московской области, но нуждающимися на территории области в постоянном контроле и наблюдении. Здесь попадаются экземпляры сосны и ели 150-летнего и более старшего возраста. По краю леса под соснами растут виды, которые широко используются в озеленении, — несколько крупных экземпляров кизильника блестящего и большие заросли пузыреплодника калинолистного.
По долине рек Беляны и Рудинки развиты сероольшаники влажнотравные и влажнотравно-страусниковые с участием черемухи, смородины чёрной, ежевики, хмеля, купыря лесного, мягковолосника водяного. Местами заросли образуют крапива двудомная, таволга вязолистная, сныть, недотрога обыкновенная, кострец безостый, эхиноцистис лопастной.
Пойменные луга на участке 1а — разнотравно-злаковые и злаково-разнотравные с ежой сборной, тимофеевкой луговой, мятликами луговым и узколистным, кострецом безостым, полевицей тонкой, клевером луговым, средним, ползучим и горным, васильками шероховатым и луговым, жабрицей порезниковой, тысячелистником обыкновенным, гвоздикой Фишера, бедренцом камнеломкой, короставником полевым, хвощем луговым, цикорием обыкновенным, горошком мышиным, фиалкой трехцветной, манжетками, пижмой обыкновенной, черноголовкой обыкновенной, вербейником обыкновенным, ястребинкой зонтичной, зверобоем продырявленным, подорожником ланцетным. На лугах есть участки, заросшие сорными видами: осотом полевым, полынью горькой, вейником наземным и малиной.
На заболоченных лугах и болотцах вдоль реки Беляны произрастает василистник светлый, таволга вязолистная, сердечник луговой, горицвет кукушкин, калужница болотная. Ранее в пойме Беляны отмечалась живокость высокая.
На участках 1б и 1в распространены сосново-еловые средневозрастные лесокультуры редкотравные с видами дубравного широкотравья, таёжными и сорнолесными растениями.
На участке 2 к востоку от озерно-болотного комплекса леса представлены сосновыми с березой и сосново-еловыми с березой папоротниково-живучково-кисличными, а также небольшими участками ельников кисличных и травяно-зеленомошных. В понижениях встречаются сосново-еловые долгомошно-сфагновые и ивово-березовые травяные сообщества. В озерно-болотном комплексе имеются низинные и небольшие участки переходных болот, прибрежно-водная растительность и низинные луга.
По краю водно-болотного комплекса располагается заболоченный молодой сосновый лес (диаметр стволов сосен — 15—28 см) с молодыми березами и осинами (диаметр — 5—10 см) осоково-моховой, со сфагнумом и гипновыми мхами, который постепенно переходит в бруснично-разнотравный с подростом сосны, реже липы и дуба. Сомкнутость крон около 0,5. Кустарников немного, среди них встречаются крушина, малина, есть также рябина. В травяном ярусе представлены брусника, ожика волосистая, вейник тростниковидный, полевица тонкая, щучка дернистая, ситник тонкий, лапчатка прямостоячая, вербейник обыкновенный, щитовник гребенчатый, кочедыжник женский, местами черника, сивец луговой. На более открытых участках появляются фиалка собачья, вероника дубравная, костяника, земляника лесная, или обыкновенная, живучка ползучая.
Заболоченные леса и мелколесья сменяются сосново-еловыми (диаметр стволов сосен — 42 см, ели — 35 см) лесами с березой с доминированием кислицы, живучки ползучей или папоротников, местами мертвопокровные или с покрытием травостоя 5—10 процентов. Здесь обычно присутствуют щитовник мужской, кочедыжник женский, майник двулистный, ландыш майский, вероника лекарственная, изредка воронец колосистый.
Встречаются и небольшие участки еловых кислично-мертвопокровных лесов, где кроме вышеперечисленных видов растут двулепестник альпийский, ортилия однобокая и костяника. В еловых кисличных лесах встречается одноцветка одноцветковая и баранец обыкновенный (занесены в Красную книгу Московской области). По границе такого ельника с разреженным сосново-еловым лесом обнаружен фрагмент популяции подлесника европейского (вида, занесенного в Красную книгу Московской области). В травяном покрове доминируют кислица и живучка, а также растут мерингия трехжилковая, мицелис стенной, черноголовка обыкновенная, костяника, земляника, гравилат речной, фиалка Ривиниуса. Подлесник обилен на нескольких участках сосново-елового леса с березой с покрытием травостоя 10—20 процентов. Везде есть плодоносящие особи и хорошее возобновление, однако общая численность относительно невелика.
Растительность низинных болот, примыкающих к озёрам, представлена рогозовыми, тростниковыми и сабельниково-осоковыми сообществами с кустарниковыми ивами (Штарка, пепельной, ушастой). Здесь растут вех ядовитый, ситники развесистый и сплюснутый, вербейник обыкновенный, осоки вздутая, чёрная и дернистая.
Узкая полоса между низинными болотами и лесом занята переходными лесными болотами с березой, сосной, болотными кустарничками, лапчаткой прямостоячей, полевицей собачьей, зюзником европейским, долгими и сфагновыми мхами. Часть переходных болот в настоящее время зарастает густым подростом березы.
По небольшим лесным низинным болотцам произрастают вейник сероватый, камыш озерный, осока дернистая, сабельник болотный, а по их периферии встречается купальница европейская — вид, являющийся редким и уязвимым, не включенный в Красную книгу Московской области, но нуждающийся на территории области в постоянном контроле и наблюдении.
Низинные болота сменяются низинными влажнотравно-осоковыми, разнотравно-полевицевыми, полевицево-щучковыми и белоусово-полевицевыми сообществами с лапчаткой прямостоячей, сивцом луговым, осокой мохнатой, ситником тонким. На лугах такого типа отмечалась горечавка горьковатая, или осенняя, занесенная в Красную книгу Московской области. Нарушенные участки зарастают вейником наземным и сорными видами.
На границе сырых лугов и низинных болот встречаются редкие орхидные растения: пальчатокоренник балтийский, или длиннолистный (вид растений, занесенный в Красную книгу Московской области и Красную книгу Российской Федерации), — единично и группами по несколько растений; дремлик болотный (вид растений, занесенный в Красную книгу Московской области) — две небольшие группы растений (до 20 побегов); группы пальчатокоренника мясо-красного (вид, являющийся редким и уязвимым, не включенным в Красную книгу Московской области, но нуждающимся на территории области в постоянном контроле и наблюдении).
На берегах водоемов у воды произрастают рогоз широколистный, двукисточник тростниковидный, тростник южный, осоки вздутая, чёрная и пузырчатая, манник плавающий, камыш лесной, хвощ речной, частуха подорожниковая, омежник водный, вахта трехлистная, белокрыльник болотный, лютик ползучий, череда трехраздельная, сабельник болотный, кипрей болотный, вербейник обыкновенный, лисохвост коленчатый, полевица собачья, ситник сплюснутый, изредка вех ядовитый. Местами вдоль берега проходит только узкая полоса ивняка с рогозом и двукисточником.
В воде растут элодея канадская, рдест пронзеннолистный, ряска малая, водокрас лягушачий, стрелолист обыкновенный, уруть мутовчатая, роголистник погруженный, ежеголовник прямой, кубышка жёлтая, горец земноводный, изредка лютик расходящийся, харовые водоросли — нителлопсис и другие.

### Фауна
Фауна позвоночных животных заказника несколько обеднена (особенно участки 1а, 1б и 1в) в связи с близостью к мегаполису. При этом заказник (особенно участок 2) сохранил свое значение как место обитания фоновых видов лесных и околоводных животных; в заказнике обитает также ряд редких и охраняемых видов животных (главным образом, птиц в период кочевок и пролёта).
На территории заказника зарегистрировано значительное видовое разнообразие наземных позвоночных животных. Здесь отмечено обитание 80 видов позвоночных животных, из них 7 видов рыб, 2 вида амфибий, 61 вид птиц и 10 видов млекопитающих.
Ихтиофауна представлена главным образом на Участке 2 заказника в водоемах озерно-болотного комплекса. Здесь отмечаются золотой и серебряный караси, плотва, голец обыкновенный, окунь речной, щука обыкновенная, ротан обыкновенный.
Основу фаунистического комплекса наземных позвоночных животных составляют виды, характерные для еловых и смешанных лесов Московской области, а также виды водного и околоводного орнитокомплекса.
Животный мир участков 1а, 1б и 1в, разделенных только автодорогами местного значения, является единым и экологически связанным, отличия между этими участками заключаются лишь в том, что на участке 1в отсутствуют виды зооформации пойменных лесов и слабее, чем на других участках, представлены виды зооформации лугово-опушечных местообитаний. В связи с этим далее дается единое описание этих участков заказника.
Здесь можно выделить три зоокомплекса (зооформации): зооформация спелых елово-сосново-широколиственных лесов с примесью мелколиственных пород, зооформация лугово-опушечных местообитаний и зооформация пойменных лесов.
В хвойно-широколиственных лесах из млекопитающих отмечены крот обыкновенный, еж обыкновенный, лисица обыкновенная, заяц-беляк, белка обыкновенная, рыжая полевка; по крутым склонам долины реки Беляны был отмечен барсук (редкий и уязвимый вид, не включенный в Красную книгу Московской области, но нуждающийся на территории области в постоянном контроле и наблюдении). Из птиц здесь обитают фоновые виды, такие как обыкновенная кукушка, большой пестрый дятел, желна, сойка, крапивник, пеночка-весничка, пеночка-теньковка, славка-черноголовка, желтоголовый королек, мухоловка-пеструшка, зарянка, чёрный дрозд, певчий дрозд, белобровик, поползень, обыкновенная пищуха, пухляк, большая синица, зяблик, снегирь; на кочевках встречается клест-еловик. Периодически отмечаются клинтух (вид, занесенный в Красную книгу Московской области), трехпалый дятел (вид, занесенный в Красную книгу Московской области), деряба, мохноногий сыч, воробьиный сыч, козодой (редкие и уязвимые виды, не включенные в Красную книгу Московской области, но нуждающиеся на территории области в постоянном контроле и наблюдении). Из земноводных встречаются травяная и остромордая лягушки.
В лугово-опушечных местообитаниях отмечены канюк, пустельга (редкий и уязвимый вид, не включенный в Красную книгу Московской области, но нуждающийся на территории области в постоянном контроле и наблюдении), коростель, лесной конек, сорока, рябинник, щегол, обыкновенная овсянка, серая куропатка, перепел (последние два — редкие и уязвимые виды, не включенные в Красную книгу Московской области, но нуждающиеся на территории области в постоянном контроле и наблюдении). Отмечается осоед (вид, занесенный в Красную книгу Московской области), в период пролёта — серый сорокопут (вид, занесенный в Красную книгу Российской Федерации и Красную книгу Московской области).
С долинами рек Истра и Беляна связаны виды зооформации пойменных лесов: ласка, горностай и обыкновенная лисица. Из птиц селятся большой пестрый дятел, белоспинный дятел (вид, занесенный в Красную книгу Московской области), серая славка, садовая славка, рябинник, обыкновенная лазоревка, длиннохвостая синица, зяблик; отмечена кряква; в период кочевки и пролёта кормятся чижи и чечетки, встречаются ястреба перепелятник и тетеревятник. Амфибии представлены травяной и остромордой лягушками.
В пределах участка 2 можно выделить два зоокомплекса (зооформации): зооформацию водно-болотных местообитаний и зооформацию сосново-березово-елового леса.
На водоемах и прилегающих к ним переходных и низинных болотах из млекопитающих обычны американская норка, водяная полевка и ондатра. Из птиц здесь гнездятся чомга, кряква, камышевка-барсучок, болотная камышевка; отмечаются чирок-трескунок, большая выпь, камышница, болотная сова, погоныш, речная крачка (последние пять видов являются редкими и уязвимыми видами, не включенными в Красную книгу Московской области, но нуждающимися на территории области в постоянном контроле и наблюдении), белая трясогузка, луговой чекан; кормится полевой лунь (вид, занесенный в Красную книгу Московской области). В период пролёта периодически отмечаются озерная и сизая чайки, белокрылая крачка, большой веретенник, поручейник (последние три вида занесены в Красную книгу Московской области).
Из редких видов беспозвоночных отмечена перламутровка лаодика, или зеленоватая (вид, занесенный в Красную книгу Московской области), и большая болотная кобылка (редкий и уязвимый вид, не включенный в Красную книгу Московской области, но нуждающийся на территории области в постоянном контроле и наблюдении).
В лесных местообитаниях участка 2 заказника из млекопитающих отмечены крот обыкновенный и белка обыкновенная. Из птиц обитают обыкновенная кукушка, большой пестрый дятел, серая ворона, сойка, пеночка-весничка, пеночка-теньковка, пеночка-трещотка, славка-черноголовка, пересмешка, зарянка, певчий дрозд, чёрный дрозд, пухляк, московка, большая синица, зяблик.
Территория заказника используется как база полевой практики студентов биолого-химического факультета Московского педагогического государственного университета.

## Объекты особой охраны заказника
Охраняемые экосистемы: условно-коренные сосново-еловые и елово-сосновые леса с липой, дубом, кленом, осиной, лещиновые кислично-папоротниково-широкотравные и их производные; заболоченные березово-сосновые леса; пойменные луга; озерно-болотные комплексы, включающие водоемы, низинные и переходные болота и низинные луга.
Места произрастания и обитания охраняемых в Московской области, а также иных редких и уязвимых видов растений и животных, зафиксированных на территории заказника, перечисленных ниже.
Охраняемые в Московской области, а также иные редкие и уязвимые виды растений:
- виды, занесенные в Красную книгу Московской области и Красную книгу Российской Федерации: пальчатокоренник балтийский, или длиннолистный;
- виды, занесенные в Красную книгу Московской области: подлесник европейский, дремлик болотный, баранец обыкновенный, одноцветка одноцветковая, или крупноцветковая, горечавка горьковатая, или осенняя, живокость высокая;
- виды, являющиеся редкими и уязвимыми таксонами, не включенные в Красную книгу Московской области, но нуждающиеся на территории области в постоянном контроле и наблюдении: купальница европейская, волчеягодник обыкновенный, или волчье лыко, колокольчик широколистный, колокольчик персиколистный, пальчатокоренник мясо-красный.

Охраняемые в Московской области, а также иные редкие и уязвимые виды животных:
- виды, занесенные в Красную книгу Российской Федерации и Красную книгу Московской области: серый сорокопут;
- виды, занесенные в Красную книгу Московской области: обыкновенный осоед, перламутровка лаодика, или зеленоватая, клинтух, белоспинный дятел, осоед, трехпалый дятел, полевой лунь, большой веретенник, поручейник, белокрылая крачка;
- виды, являющиеся редкими и уязвимыми таксонами, не включенные в Красную книгу Московской области, но нуждающиеся на территории области в постоянном контроле и наблюдении: пустельга, серая куропатка, погоныш, болотная сова, мохноногий сыч, воробьиный сыч, козодой, большая выпь, речная крачка, деряба, барсук, перепел, большая болотная кобылка.